# Culcitium
Culcitium es un género de plantas con flores perteneciente a la familia Asteraceae.  Comprende 59 especies descritas, y de estas, solo 6 aceptadas.

## Taxonomía
El género fue descrito por Aimé Bonpland y publicado en Plantae Aequinoctiales 2(9): 1, t. 66, 67. 1809[1808].

## Especies aceptadas
A continuación se brinda un listado de las especies del género Culcitium aceptadas hasta julio de 2012, ordenadas alfabéticamente. Para cada una se indica el nombre binomial seguido del autor, abreviado según las convenciones y usos.
- Culcitium albifolium Zoellner
- Culcitium boyacense Cuatrec.
- Culcitium denticulatum Turcz.
- Culcitium discolor Raimondi ex Herrera
- Culcitium humile (Kunth) DC.
- Culcitium hyoseridis Benth.